# Olszewskie
Olszewskie – dawna wieś. Tereny, na których była położona, leżą obecnie na Białorusi, w obwodzie witebskim, w rejonie postawskim, w sielsowiecie Komaje.

## Historia
W czasach zaborów wieś w gminie Jasiewo, w powiecie święciańskim, w guberni wileńskiej Imperium Rosyjskiego. W 1866 roku liczyła 55 mieszkańców w 3 domach. W 1905 roku liczyła 32 mieszkańców, 62 dziesięciny.
Po I wojnie światowej pod administracją polską, w Zarządzie Cywilnym Ziem Wschodnich. W latach 1920–1922 w składzie Litwy Środkowej.
Od 11 kwietnia 1922 wieś leżała w Polsce, w województwie wileńskim, w powiecie święciańskim, od 1926 roku w powiecie postawskim, w gminie Kobylnik.
W 1931 w 8 domach zamieszkiwały 43 osoby.
Wierni należeli do parafii rzymskokatolickiej i prawosławnej w Kobylniku. Miejscowość podlegała pod Sąd Grodzki w Miadziole i Okręgowy w Wilnie; właściwy urząd pocztowy mieścił się w Kobylniku.
W 1938 roku miejscowość należała do gromady Jakowicze gminy Kobylnik.